# Jean-Louis Capezzali
Jean-Louis Capezzali (Saint-Étienne, 1959) es un oboísta francés.

## Biografía
Capezzali empezó los estudios musicales a la edad de 9 años con el piano y descubrió el oboe a los 14 años, cuando escuchó una grabación de los conciertos de Vivaldi interpretados por Pierre Pierlot. Después de un año de curso en la Schola Cantorum de París, entra en el CNR de Versalles donde estudia oboe con Gaston Longatte. Ganó la medalla de oro y el premio de honor, obteniendo el certificado de aptitud como profesor de oboe.
En 1979 fue nombrado, a la edad de veinte años, primer oboe solista de los Conciertos Lamoureux . En 1984, pasó a ser oboe solista en la Orquesta filarmónica de Radio Francia. Fue premiado en los Concursos internacionales de Ginebra (1982) y Praga (1986).
En 1988, tras conseguir el puesto de profesor asistente de la clase de Maurice Bourgue en el Conservatorio Nacional Superior de Música de París, lo reemplazó en calidad de profesor titular donde entre otros alumnos tuvo a Philippe Tondre, hasta trasladarse en el Conservatorio de Ginebra. Después de 1998, impartió clases en el Conservatorio Nacional Superior de Música de Lyon, donde se encarga de la responsabilidad pedagógica del departamento de viento de madera. Realizó anualmente cursos de perfeccionamiento de práctica instrumental y de música de cámara en "la Escuela Britten ", en el instituto superior de música de Périgueux, y formó la futura generación de oboístas en las academias internacionales de Telč en la República Checa, Musicalp en Courchevel, y en el Festival Pablo Casals de Prades.
Realiza conciertos de música de cámara y como solista, que le han llevado a trabajar con formaciones como la Orquesta Nacional Bordeaux Aquitaine, el Ensemble orquestal de París o la Orquesta de cámara de Tolosa.
Desde 1992 es usuario de la marca francesa de oboes Buffet Crampon y contribuye al desarrollo del instrumento. Toca con oboes  de la serie "Green-Line".